# Вали (Одинов син)
У нордијској митологији, Вали је син Бога Одина и Ринд. Вали има бројну браћу , укључујући Тора, Балдера, и Видара. Он је био рођен са јединим циљем да се освети Балдеру, тако што ће да убије Ходра и везати Локија са изнутрицама његовог сина Нарфија. Он је порастао у одраслу особу за један дан од његовог рођења, и убио је Ходра, пре него што је везао Локија. За Валија је проречено, да ће преживети Рагнарок.